# Achille Souchard

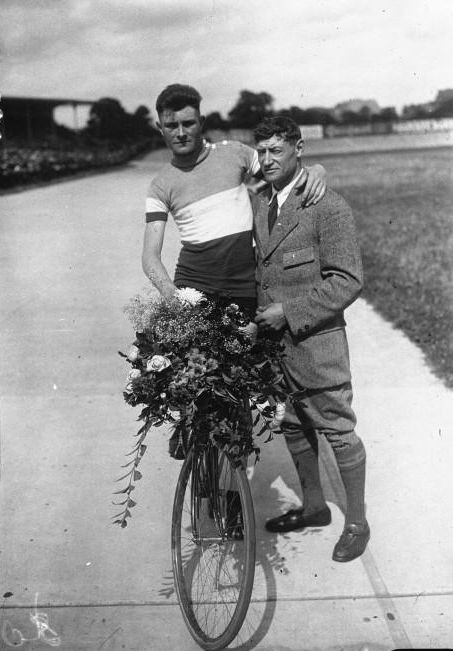
Achille Souchard als französischer Meister des Jahres 1926

Achille Souchard (* 17. Mai 1900 in Le Mans; † 21. September 1976 in Paris) war ein französischer Radrennfahrer.
1920 errang Achille Souchard die Goldmedaille bei den Olympischen Sommerspielen in Antwerpen gemeinsam mit Marcel Gobillot, Georges Detreille und Fernand Canteloube in der Mannschaftswertung. Im olympischen Einzelzeitfahren belegte er beim Sieg von Harry Stenquist den 10. Rang.
1920 und 1922 gewann er das Amateurrennen Paris-Evreux. 1922 und 1923 wurde er französischer Meister im Straßenrennen der Amateure.
1925 trat Souchard zu den Profis über. Im selben Jahr wurde er französischer Meister der Profis und gewann das Critérium des As sowie den Giro della provincia Milano, gemeinsam mit Roland Bellenger. 1926 wurde er zweifacher französischer Meister, im Straßenrennen und im Einzelzeitfahren, zudem gewann er das Eintagesrennen Circuit de Paris.